# Selbbach
Der Selbbach (tschechisch Račí potok) ist ein linker Nebenbach des Flusses Eger im Fichtelgebirge, der fast vollständig im Stadtgebiet von Selb im nordostbayerischen Landkreis Wunsiedel verläuft. In amtlichen Karten heißt das Fließgewässer „Selb“, im Sprachgebrauch „Selbbach“ und mundartlich „Söll“ oder „Söllbooch“. Die Selb gab der Stadt Selb ihren Namen.

## Name
Der Bachname erschien um das Jahr 1360 als „Selbe“. Namensdeutungen leiten ihn vom germanischen *salwa- für „dunkelfarbig“ ab.

## Geographie

### Quelle und Oberlauf
Die „Selber Brünnerl“ genannte Quellfassung liegt am Westende der Stadt Aš im Bezirk Eger in der Karlsbader Region auf dem Staatsgebiet der Tschechischen Republik zwischen dem Selberberg und dem Hohen Rain auf etwa 650 m ü. NHN. Der zunächst etwa nach Südsüdosten laufende Bach ist schon nach weniger als 300 Metern östlich des Dorfes Wildenau und für (mit einer Unterbrechung) nicht ganz anderthalb Kilometer Grenzbach zur Stadt Selb. Dabei nimmt er westlich des Selber Weilers Neuenbrand von links aus Tschechien den Nesselbach (früher Asserbach) und südwestlich von diesem gegenüber einem Weiher an einem kurzen Teilungslauf den Bach Alting auf.

### Verlauf
Dort schwenkt der Selbbach auf südwestlichen Lauf, der ihn an der Geyermühle und der Krippnermühle vorbei- und dann durch weitere Siedlungsgruppen des Selber Dorfes Mühlbach hindurchführt. Zwischen den Weilern Schatzbach rechts und Laubbühl überwiegend links biegt er um den 643 m ü. NHN hohen, bewaldeten Berg Laubbühl auf Südlauf. Nach der Sommermühle wendet er sich in einer langen, nach Osten ausholenden Schlinge, in deren Verlauf vom namengebenden Selber Dorf Längenau her der Längenaubach von Nordosten her zumündet, auf etwa westlichen Lauf. Vor dem am linken Ufer liegenden Dorf Stopfersfurth wird er auf dessen Seite vom eine längere Weiherkette entwässerndem Roßbach verstärkt.
Nach der folgenden Ludwigsmühle durchquert er das Siedlungsgebiet der Stadt Selb und nimmt dabei nahe der Stadtmitte den gemeinsamen Unterlauf von Erkersreutherbach und Engelbach auf, der ebenso wie der folgende Vielitzer Graben oder Schafbach verdolt von rechts einmündet. Unterhalb der Siedlungsgrenze der zentralen Stadt mündet von derselben Seite und ebenfalls verdolt gegenüber der Kläranlage ein weiterer Bach, danach offen und zuletzt aus dem Dorf Unterweißenbach am rechten Ufer sein bedeutendster Zufluss Bernsteinbach, der auch Weißenbach genannt wird.
Unterhalb tritt der Selbbach auenbegleitet in ein weites Waldgebiet ein, worin zuletzt auf weniger als einem Kilometer Südlauf die Grenze der Marktgemeinde Thierstein dem Bach folgt. Schließlich mündet der Selbbach auf 501 m ü. NHN von links in die hier zwischen den Thiersteiner Dörfern Schwarzenhammer und Hendelhammer ostwärts ziehende obere Eger.
Der auf langen Abschnitten in Mäandern ziehende Selbbach ist 18 km lang und mündet etwa 149 Höhenmeter unterhalb seines Ursprungs. Sein mittleres Sohlgefälle liegt damit bei etwa 8,3 ‰.

### Einzugsgebiet
Der Selbbach entwässert etwa 58,3 km² des Fichtelgebirges, deutlich überwiegend von dessen bayerischem Teil, insgesamt etwa südwestwärts zur Eger. Das Gebiet ist im mittleren Teil durch die Stadt Selb mit ihren Ortsteilen recht stark besiedelt, nach Osten, und Westen mischt sich immer mehr Wald in die Flur, die im Osten, Süden und Nordwesten an geschlossene Wälder grenzt. Die größten Höhen – Gipfel der Steinhöhe am Nordwesteck über dem oberen Bernsteinbach; Gipfel des Skřivánči vrch am Nordosteck über Aš – erreichen etwa 736 m ü. NHN.
Im Norden grenzt das Einzugsgebiet des Perlenbachs an, der über die Schwesnitz zur Saale entwässert; im Osten das des Schladabachs, der weiter abwärts die Eger speist; im Süden erst des Großbachs, der näher, und dann des Lausenbachs, der nur wenig abwärts des Selbbachs in diese mündet; wenig aufwärts des Selbbachs mündet die Steinselb, die den Bereich jenseits der westlichen Wasserscheide entwässert.

### Zuflüsse
Von der Quelle zur Mündung. Auswahl.
- Nesselbach, von links auf etwa 596 m ü. NHN zwischen Wildenau und der Geayermühle
- Alting, von links auf etwa 591 m ü. NHN kurz vor der Geyermühle
- Längenaubach, von links auf etwa 555 m ü. NHN nach der Sommermühle
- Roßbach, von links auf etwa 551 m ü. NHN vor Stopfersfurth
- Erkersreuther Bach/Schafbach, von rechts auf etwa 539 m ü. NHN in Selb
- Vielitzer Graben, von rechts auf etwa 536 m ü. NHN in Selb
- Bernsteinbach/Weißenbach, von rechts auf 519 m ü. NHN in Unterweißenbach

## Quellfassung
Die Quellfassung des Selber Brünnerls ist der Hauptschule Selb, dem Fichtelgebirgsverein, Ortsverein Selb und einigen Sponsoren zu verdanken, die Einweihung erfolgte am 27. Juni 1991.

## Wirtschaftliche Nutzung
Das Wasser der Selb und ihrer Nebenbäche trieb einst 19 Mühlen an.

## Touristische Nutzung
Im Tal des Selbbaches verläuft zwischen Schwarzenhammer und Selb eine Teilstrecke des Brückenradweges Bayern–Böhmen.